# Recke
Von der Recke er en tysk adelsslægt, som stammer fra Westfalen. En dansk ikke-naturaliseret gren af denne slægt føres tilbage til officer i den danske hær, Ernst David von der Recke (1719–1773), søn af baron Dietrich Adolph von der Recke (1673–1729), hvis eneste søn, oberst Diedrich Adolph von der Recke (1755–1816), er stamfar til alle slægtens efterkommere. 
Diedrich Adolph von der Recke var udover oberst en berømt landinspektør, som i begyndelsen af 1800-tallet konstruerede en kanal mellem Esrum sø og Kattegat som et led i transporten af brænde fra de store skovområder i Gribskov til København. Blandt hans sønner var ritmester Ernst David von der Recke til Gammel Holtegaard (1785-1836), hvis eneste søn, oberst Johan Zepelin von der Recke (1819-1891), var far til forfatter Ernst von der Recke (1848-1933). En anden søn, kaptajnløjtnant Johan Adolph von der Recke til Valdemarskilde (1787-1861), knyttede sig til den danske adel gennem sit første ægteskab med Henriette Conradine von Kleist, en kusine til Christian Conrad Sophus Danneskiold-Samsøe. Deres søn, gårdejer Frederik Sophus von der Recke (1815-1866), var far til Conradine Dorothea von der Recke (1852-1910), som giftede sig med læge Poul Gjellerup, en bror til forfatter Karl Gjellerup, og hvis datter giftede sig med civilingeniør Knud Estrup, samt en søn, grosserer Carl von der Recke (1850-1930), hvis søn, forretningsmand Hans von der Recke (1885-1960), giftede sig med forfatter Karin von der Recke. Gennem sit andet ægteskab var Johan Adolph von der Recke desuden far til forpagter Carl von der Recke (1834-1905) samt en datter, som giftede sig med filolog Poul Hagerup Tregder.
En anden søn, officer og generalvejinspektør Johan Zepelin von der Recke (1793-1847), var far til forfatter Adolph Recke (1820-1867), som giftede sig med en datter af komponist Hans Christian Lumbye, officer Christian Frederik von der Recke (1832-1888) samt en datter, Charlotte Henriette von der Recke (1830-1897), som giftede sig med stadskonduktør Thorvald Krak. Desuden en datter, Louise Sophie Amalie von der Recke (1795-1884), som giftede med tolder Ernst Melchior Leschly og vsr mor til officer Jens Leschly.